# Neomoema cendi
Neomoema cendi là một loài bọ cánh cứng trong họ Cerambycidae.